# جک بانون
جک بانون (به انگلیسی: Jack Bannon) (زاده ۱۴ ژوئن ۱۹۴۰-درگذشته ۲۵ اکتبر ۲۰۱۷) بازیگر آمریکایی بود.
از فیلم‌های معروف او می‌توان به بازی در مجموعه لو گرانت اشاره کرد.